# Saülo Mercader
Saülo Mercader (San Vicente del Raspeig, provincia de Alicante, 13 de septiembre de 1944) es un pintor, escultor y ensayista español. 
Nació en San Vicente del Raspeig en la finca Los Molinos, hijo natural de Enrique Ochando Ibáñez, coleccionista de arte y escultor. Saulo Mercader vive en París desde 1974.
Mercader ha desarrollado una obra personal que abarca la pintura, la escultura, el grabado, el dibujo, la cerámica, la tapicería y la litografía. Sin poder ser incluido en ningún movimiento, ha tenido distintas influencias de las corrientes artísticas de su tiempo, sobre las que, a su vez, ha influenciado.  Sus trabajos están inspirados por los acontecimientos de su vida y la sociedad. Mercader se define a sí mismo como un testigo de su tiempo y un chamán que une al ser humano con el universo. 

## Biografía
Saülo Mercader comenzó a modelar y dibujar a la edad de seis años. Aprendió las técnicas de modelado en los talleres de las Fallas en Alicante y la realización de esculturas en bronce con el escultor Serrano. 
En 1963 realizó una serie de exposiciones individuales y colectivas en Bilbao, lo que le permitió hacerse conocido para el público y obtener críticas elogiosas. 
Como discípulo del escultor Lucarini, realizó trabajo en piedra y bronce y creó una serie de bustos y retratos pintados, entre los que destaca el del Marqués de Lozoya. Peras en primavera, una de sus pinturas, fue adquirida por el Museo de Bellas-Artes de Madrid. En 1972 le conceden el premio de la Fundación de La Vocación Española como recompensa al mérito, el coraje y su vocación en la creación artística. Se marcha a Roma con una beca otorgada por la empresa catalana Castellblanch, con la que aprovecha para conocer a los artistas italianos que guiaron su profesión durante sus años de juventud, principalmente Rafael y Leonardo da Vinci. De vuelta de Italia, viaja a Escandinavia. Más tarde, se queda en los Países Bajos durante algunos meses. Saülo Mercader pierde su taller, en Bilbao, destrozado por unas inundaciones sin precedentes, en las cuales sus obras acabaron cubiertas de lodo, al igual que sus libros, cartas (entre ellas una enviada por Picasso) y fotos perdidas.
En 1974, el gobierno francés le concede una beca que le permite vivir y crear en París. Vive durante cinco años en la Cité internationale des arts, donde encuentra artistas del mundo entero, músicos, cineastas, escritores, artistas visuales y bailarines, lo que le conduce a aprender mucho de otras culturas y amplía su visión del mundo y del arte. Los Salones d’Automne, de Mai, Contradiction, Outre-Couleur, Artistes Français, Jeune Sculpture acogen sus obras. En los talleres de la Cité Internationale des Arts, empieza a tejer tapicerías de alta lisa con Jagoda Buic y Nora Music; trabaja al lado del tejedor búlgaro Marin Varbanov. Sigue los cursos de grabado de S.W. Hayter y también los de pintura de Matthey, jefe de taller de la Escuela Nacional Superiora de Bellas-Artes de Paris. Su exposición en la Foire Internationale d’Art Contemporain (F.I.A.C) en 1978 le hace ser conocido por el público europeo. Es una época muy floreciente para él, pues crea y viaja mucho.
En 1981, se le otorga la beca americana Fulbright que le permite ir a vivir, estudiar y crear durante dos años en New York. Reside en el campus del Teachers’ College de la Columbia University; sigue los cursos de litografía de los profesores Maxwell y Mahoney, trabaja la cerámica con Panay Reyes y, durante los cursos de pintura del profesor Schorr, se aísla y realiza una serie de telas de grandes tamaños sobre el tema del fútbol americano cuyas exposiciones son recogidas por la prensa. El público neoyorkino descubre a Saülo Mercader. Es así que prepara una serie de cinco largas telas sobre el motivo del árbol que representarán España en la Bienal de Alejandría. 
Tiene un Master of Art in Éducation en el Teachers’ College de la Universidad de Columbia. Encuentra a Niki de Saint Phalle, Roy Lichtenstein, Andy Warhol. Son años prolíficos que él describe en sus libretas de notas ilustradas y en sus obras gráficas.
De vuelta a París, obtiene el Doctorado en Artes Visuales «cum laude» de la Universidad de París en 1986. Encuentra a Tapies, Semprún y Camilo José Cela. Expone regularmente en la capital. Viaja mucho por Europa, frecuentemente a España, y conoce a Francis Bacon en Madrid. Grecia, y más bien Creta y su mitología, le han inspirado un fresco de gran tamaño (920 x 500 cm): «L’Attente du Minotaure», actualmente en Atenas en casa de unos coleccionistas. Durante su estancia en la isla de Naxos en las Cícladas, hace una serie de dibujos inspirados en el arte cicládico.
En Turquía y en Chipre, su encuentro con el Oriente y sus culturas, su arte, sus tradiciones, su arquitectura y su historia influyen de manera fecunda en él. Expone sus obras en Estambul en la Bienal de las Artes, en Bodrum, en Nicosia, donde encuentra artistas chipriotas y turcos como Aylin Orek, Habib Gerez o Feti Arda, cuyos trabajos amplían su visión del arte y su creación. En Alemania su paleta se enriquece de colores y formas llenas de audacia durante sus estancias en Berlín, Düsseldorf, Colonia, Bruselas, Ostende y sus paisajes brumosos; Ámsterdam le desvela sus tesoros en el Rijksmuseum y los autorretratos de Van Gogh; Utrecht y sus canales tan románticos: una mina de sueños despiertos para Saülo Mercader que pinta, esculpe, dibuja, escribe todo lo que está viviendo y ve; sus fecundos encuentros con numerosos artistas de diversas disciplinas. Conoce a Pierre Alechinski y Valerio Adami en París.
La ciudad de Figeac recibe la serie de los minotauros con dos exposiciones en 1995:«Les Hurlements du Taureau» y en 2000; las dos recibieron una acogida notable: en 2000, Saülo Mercader pinta dentro de la galería una tela de gran tamaño «La Bacchanale des Minotaures», una de sus obras mayores. Está expuesta con la serie de los minotauros en Guadalajara en el Palacio del Infantado, cerca de Madrid y también en Alicante.
Preocupado por transmitir sus conocimientos y experiencias a los jóvenes, participa durante algunos años en el programa llamado «L’Art à L’Ecole» con exposiciones itinerantes en las escuelas e intervenciones puntuales en las aulas patrocinadas por el Ministère de la Jeunesse et des Sports en Paris.
Saülo Mercader viaja regularmente a España y su exposición «El Euro y los Minotauros» (2002-2003) a la Lonja del Pescado en Alicante está patrocinada por el ayuntamiento de Alicante y por el Consortium de los Museos de la Generalitat de Valencia. Al mismo tiempo, expone en las provincias francesas. Su exposición: «Les Hologénies de l’Etron» en el Instituto Cervantes en Toulouse sorprende por la singularidad del tema. Algunos años más tarde representa a los artistas españoles de París durante la visita de estado del rey Juan Carlos I que encuentra en la recepción oficial que tiene lugar en la embajada de España. En 2012, está invitado por la embajada de Francia en Astaná en Kazajistán para exponer sus obras por la Fiesta Nacional del 14 de Julio. La prensa y la televisión hablan de su exposición con entusiasmo. Su estancia en el Kazajistán y también en Uzbekistán son para él una revelación: los petroglifos de Tamgaly, el taller del escultor Edouard Kazarian en Almaty, la arquitectura mongol de los monumentos, el Arte y la Historia de Asia Central son fuentes de inspiración que explota con frecuencia. Viaja regularmente a España para realizar encargos públicos y privados haciendo bustos en piedra y bronce, retratos pintados, y también para exponer sus obras. Participa excepcionalmente en las Fallas de Alicante en 2007 realizando un toro hecho con materiales utilizados en la pura tradición de los ninots: Le hacen recordar a sus años de aprendizaje durante su juventud cuando aprendió las técnicas de construcción de armaduras para los monumentos de las Fallas.

### Distinciones
Saülo Mercader recibe una beca (Castellblanch) para Roma. Es laureado por la Fundación de la Vocación (Barcelona, España), becado con la beca americana Fulbright, becado por el Ministerio de la Cultura francés.
Es comendador de las Artes y de las Letras por el Ministerio de la Cultura Francés. La ciudad de París le otorga la Medalla de Vermeil.

## Obras

### Pinturas
En la serie catalana, dominan las pinturas con paisajes atormentados y simbólicos: llaves, cabezas de lobo, candelabros, notas de música, retratos y autorretratos. En París, pinta una serie de pinturas que él llama la serie verde con principalmente personajes, maternidades y cuentos pictóricos de gran poesía. Más tarde, las escenas de tauromaquia y la serie de minotauros son tantos sujetos para denunciar la censura, las injusticias, la soledad, la guerra. Crea una tela de grandes dimensiones: «La Bacchanale des Minotaures» expuesta en Figeac, exposición patrocinada por la DRAC (Dirección Regional de Arte Contemporánea), por la región Midi-Pyrénées, por el Consejo Regional del Lot y por la Embajada de España. En Nueva York su paleta se enriquece con escenas y personajes de la vida americana con el fútbol americano representando a los futbolistas con cascos de hierro como gladiadores contemporáneos, los Nativos Americanos, paisajes urbanos. Los temas de la pareja y las maternidades son frecuentes. Inspirado por el arte de los Aborígenes de Australia, él crea una serie de 70 telas sobre el tema del Agua, de la Tierra y de los símbolos de la mitología del Tiempo del Sueño. Cada viaje es una fuente de inspiración et de producciones de obras.

### Esculturas
Saülo Mercader trabaja con materiales como la terracota, la cerámica, la piedra, el bronce. Realiza un encargo para la Ciudad de San Vicente del Raspeig: «Dona Lluna», una escultura de 50 metros de altura en bronce rodeada por 12 mármoles brutos pintados (cada uno de 2 metros y 50 cm de altura) que representan un calendario lunar alrededor de la escultura en el centro de una rotonda. El conjunto es un homenaje a la Mujer y es la única realización laica conocida en Europa.

### Tapicerías
Hace la serie de tapicerías de alta lisa llamadas «sagradas»; entre ellas destacan:«Anamnèse»,«la Fatijah» y una de gran tamaño, «Rotor III», que se inspira de los volúmenes de la escultura y también de las estructuras en relieve de las creaciones textiles de Sheila Hicks. Mezcla materiales tan diversos como tubos de plástico, corchos, tela que él teje mezclándolos en los hilos de lana y algodón.

## Principales exposiciones y colecciones
Las obras de Saülo Mercader fueron expuestas en la FIAC 1978 en París (Feria Internacional de Arte Contemporáneo), en los principales salones de París (Mai / Automne /École Française/ Comparaisons/ Jeune Sculpture / Figuration critique/ Outre-Couleur/ Artistes Français / Festival d’art sacré de Tournus / Bordeaux-Mérignac / Clermont-Ferrand). Están expuestas regularmente en España: exposiciones muy seguidas y con mucho éxito en Bilbao, en Guadalajara y en Alicante, así como en Francia.
Ha representado a España y Francia en las Bienales Internacionales de Ginebra, Alejandría, Valparaíso, en el Festival de Estambul, en Kazajistán para la Fiesta Nacional del 14 de julio así como en un centenar de exposiciones individuales y colectivas en el mundo.
Las obras de Saülo Mercader se encuentran en numerosas colecciones privadas y públicas en todo el mundo, como en el Museo de Arte Contemporáneo de Madrid que adquiere la tela «Peras en primavera» en la Biblioteca Nacional de Francia, sitio Richelieu en París (estampas) con la adquisición del grabado «le Poète». El Teachers’ College Columbia University en Nueva-York adquiere la tela «Les Huit Profils»; cuenta con obras en el Museo de Arte y Arqueología en Bodrum (Turquía), en el Museo de Estado Turco con la tela: «L’Equilibre de l’Esprit». Compras por el Ayuntamiento de Tarragona y el Ayuntamiento de Guadalajara. El fresco monumental:«L’Attente du Minotaure» forma parte de la colección Tzovaridis en Atenas.

### Publicaciones

#### Libros del artista
- 1993: «Art, Matière, Énergie» en las Ediciones Imago - PUF - Francia

Es un libro en francés que trata de la teoría del Arte y analiza los diferentes componentes de la creación artística.
- 2000: Les Chants de l'ombre en las Ediciones Imago - PUF - Francia

Es un libro autobiográfico en francés ilustrado por su autor con 22 dibujos a la tinta china con un prólogo escrito por el profesor Yves Coppens. En él, Saülo Mercader relata con pudor, poesía, con precisión y una visión inquebrantable sus años de infancia y adolescencia en su país, España, en los tiempos de Franco.
- 2010: Extrate-Art, visión de lo invisible. Libro escrito en castellano, una visión personal del artista sobre la Creación artística. Expone su creencia en una ósmosis del Universo y del Ser Humano. Nos hace viajar a mundos donde las fronteras son invisibles. El artista es un chamán.[53][54] La traducción en francés de este libro se publicará un poco más tarde con el prólogo del historiador Bartolomé Bennassar. Publicación limitada a 500 ejemplares y con dos ilustraciones de cubiertas diferentes. (ISBN 978-84-614-0908-2)
- Sus testimonios sobre la época franquista fueron editados en libros franceses y españoles incluyendo dibujos de Traumas-niños de la Guerra y del exilio y Enfants de la Mémoire  (Ediciones de la Asociación Memoria Histórica y democrática del Baix Llobregat, España).